# Epic Games
Epic Games, Inc. este un dezvoltator de jocuri video și software cu sediul în Cary, Carolina de Nord. Compania a fost fondată de Tim Sweeney ca Potomac Computer Systems în 1991, inițial locat în casa părinților săi în Potomac, Maryland. Urmând primei sale lansări comerciale de joc video, ZZT (1991), compania a devenit Epic MegaGames, Inc. la începutul lui 1992 și a adus pe Mark Rein, care i-a fost vicepreședinte de atunci. După relocarea sediului în Cary în 1999, studioul și-a schimbat numele în Epic Games.
Epic Games a dezvoltat Unreal Engine, un motor grafic disponibil comercial care, de asemenea, alimentează jocurile sale dezvoltate intern precum Fortnite și seriile Unreal, Gears of War și Infinity Blade. În 2014, Unreal Engine a fost numit "cel mai de succes motor grafic" de Guinness World Records. Epic Games deține dezvoltatorii de jocuri Psyonix, Mediatonic și Harmonix, și operează studiouri în întreaga lume. În timp ce Sweeney rămâne acționarul de control, Tencent a achiziționat 48.4 % din acțiunile în circulație, echivalând la 40% din totalul Epic, în companie în 2012, ca parte a unui acord mutând Epic spre modelul games as a service. Urmând lansării jocului popular Fortnite Battle Royale în 2017, compania a obținut investiții adiționale care i-au permis să își extindă ofertele Unreal Engine, formând evenimente esports în jurul Fortnite, și lansând Epic Games Store. La data de aprilie 2022, compania are o evaluare a capitalului propriu de US$32 miliarde.

## Istorie

### Epic MegaGames (1991–1999)
Epic Games a fost inițial fondată ca „Potomac Computer Systems” în 1991 de Tim Sweeney în Rockville, Maryland, lansând în același an și primul joc, ZZT. După lansarea acestuia și-a schimbat denumirea în Epic MegaGames și a lansat mai multe jocuri populare sub forma shareware, incluzând Overkill, Epic Pinball, Brix, Jill of the Jungle, Kiloblaster, Xargon, Solar Winds, Ken's Labyrinth, Jazz Jackrabbit , Jazz Jackrabbit 2, și One Must Fall: 2097. Între timp, Epic a mai publicat și vândut jocuri create de dezvoltatori ca Safari Software, XLand's (Robbo, Heartlight și Electro Man); și 'Zone 66 al celor de la Renaissance.
În 1996, Epic MegaGames a produs un shooter shareware Fire Fight, dezvoltat de polonezii de la Chaos Works. A fost mai târziu lansat comercial de Electronic Arts.
În 1997, Safari Software a fost cumpărată integral de Epic MegaGames, jocurile făcute de înainte de 1998 fiind vândute sub brandul Epic Classics.
În 1998, Epic MegaGames a lansat Unreal, un FPS 3D co-dezvoltat de Digital Extremes, care s-a extins în seria Unreal. A oferit motorul de joc Unreal multor altor companii.

### Epic Games (1999–prezent)
În 1999, compania și-a schimbat numele în Epic Games și și-a mutat birourile, inclusiv cele din sediul din Rockville, în Cary, Carolina de Nord. În 2006, Epic a lansat best-sellerele Gears of War pentru platformele Xbox 360 și PC și Unreal Tournament 3 pentru PC, PS3, șiXbox 360.
În vara lui 2009, a lansat Shadow Complex pe Xbox Live Arcade, iar în 7 noiembrie 2008 Gears of War 2.
Epic a lucrat la jocul Infinity Blade, pentru iOS, care a fost lansat pe 9 decembrie 2010. Pe 20 septembrie 2011 au lansat Gears of War 3.
În iunie 2012, Epic a anunțat deschiderea unui nou studio, Epic Games Baltimore, creat din foști membrii ai 38 Studios' Big Huge Games și tot în aceeași lună compania chineză Tencent Holdings a cumpărat un pachet minoritar de acțiuni.

## Subsidiare și divizii

### Locații
| Nume                     | Locație                        | Fondare | Achiziționare | Ref.                 |
| ------------------------ | ------------------------------ | ------- | ------------- | -------------------- |
| Epic Games Australia     | Burwood, Australia             | 2018    | —             | [ 15 ]               |
| Epic Games Brasil        | Porto Alegre, Brazilia         | 2007    | 2023          | [ 16 ]               |
| Epic Games China         | Shanghai, China                | 2006    | —             | [ 17 ]               |
| Epic Games Germany       | Berlin, Germania               | 2016    | —             | [ 18 ] [ 19 ]        |
| Epic Games Japan         | Yokohama, Japonia              | 2010    | —             | [ 20 ] [ 21 ] [ 22 ] |
| Epic Games Korea         | Seoul, Coreea de Sud           | 2009    | —             | [ 23 ] [ 24 ]        |
| Epic Games Montreal      | Montreal, Canada               | 2018    | —             | [ 25 ]               |
| Epic Games Publishing    | —                              | 2020    | —             | [ 26 ]               |
| Epic Games Seattle       | Bellevue, Washington, SUA      | 2012    | —             | [ 27 ] [ 28 ] [ 29 ] |
| Epic Games Sweden        | Stockholm, Suedia              | 2018    | —             | [ 30 ]               |
| Epic Games San Francisco | San Francisco, California, SUA | 2012    | —             |                      |
| Epic Games UK            | Sunderland, Anglia             | 2014    | —             | [ 31 ] [ 32 ] [ 33 ] |

### Subsidiare
| Nume                                    | Zonă                                      | Locație               | Fondare | Achiziționare | Ref.          |
| --------------------------------------- | ----------------------------------------- | --------------------- | ------- | ------------- | ------------- |
| 3Lateral                                | Digitizare motion capture                 | Novi Sad, Serbia      | 2008    | 2019          | [ 34 ]        |
| ArtStation                              | Loc de piață pentru artiști profesioniști | Montreal, Canada      | 2014    | 2021          | [ 35 ]        |
| Capturing Reality                       | Software de fotogrametrie                 | Bratislava, Slovacia  | 2015    | 2021          | [ 36 ]        |
| Cubic Motion                            | Animație facială                          | Manchester, Anglia    | 2009    | 2020          | [ 37 ]        |
| Harmonix                                | Dezvoltator de jocuri video               | Boston, Massachusetts | 1995    | 2021          | [ 38 ]        |
| Psyonix                                 | Dezvoltare de jocuri video                | San Diego, SUA        | 2000    | 2019          | [ 39 ] [ 40 ] |
| Quixel                                  | Active de fotogrametrie                   | Uppsala, Suedia       | 2011    | 2019          | [ 41 ] [ 42 ] |
| Epic Game Tools (fostul RAD Game Tools) | Middleware pentru jocuri                  | Bellevue, Washington  | 1988    | 2021          | [ 43 ]        |
| Sketchfab                               | Loc de piață pentru modele 3D             | Paris, Franța         | 2012    | 2021          | [ 44 ]        |
| Tonic Games Group (Mediatonic)          | Dezvoltare de jocuri video                | Londra, Anglia        | 2005    | 2021          | [ 45 ]        |

### Foste
| Nume                               | Locație                   | Fondare | Achiziționare | Divestire  | Soartă                                             | Ref.   |
| ---------------------------------- | ------------------------- | ------- | ------------- | ---------- | -------------------------------------------------- | ------ |
| Agog Labs                          | Vancouver, Canada         | 2013    | 2019          | 2019       | Dezvoltare software relocată intern la Epic Games. | [ 46 ] |
| Bandcamp                           | Oakland, SUA              | 2008    | 2022          | 2023       | Vândut la Songtradr                                | [ 47 ] |
| Chair Entertainment                | Salt Lake City, SUA       | 2005    | 2008          | Necunoscut | Închis                                             |        |
| Cloudgine                          | Edinburgh, Scoția         | 2012    | 2018          | 2018       | Dezvoltare software relocată intern la Epic Games. | [ 48 ] |
| Hyprsense                          | Burlingame, California    | 2015    | 2020          | 2020       | Dezvoltare software relocată intern la Epic Games. |        |
| Impossible Studios                 | Baltimore, SUA            | 2012    | —             | 2013       | Închis                                             | [ 49 ] |
| Kamu                               | Helsinki, Finlanda        | 2013    | 2018          | 2018       | Dezvoltare software relocată intern la Epic Games. |        |
| Life on Air                        | San Francisco, SUA        | 2012    | 2019          | 2019       | Dezvoltare software relocată intern la Epic Games. |        |
| People Can Fly (Epic Games Poland) | Varșovia, Polonia         | 2002    | 2012          | 2015       | Vândut la management                               | [ 50 ] |
| RAD Games Tools                    | Kirkland, Washington, SUA | 1988    | 2021          | 2021       | Dezvoltare software relocată intern la Epic Games. |        |
| SuperAwesome                       | Londra, Anglia            | 2013    | 2020          | 2023       | Desprins                                           | [ 51 ] |
| Titan Studios                      | Seattle, Washington, SUA  | 2008    | —             | Mai 2011   | Închis                                             | [ 52 ] |

## Premii
Studioul a fost premiat în principal pentru seria Gears of War:
- IGN - Cel mai bun dezvoltator pentru Xbox 360"
- Official Xbox Magazine - Cel mai bun dezvoltator al anului"
- Spike TV[53]
  - "Cel mai bun studio al anului 2006"
  - "Cel mai bun shooter"
  - "Cea mai bună grafică"
  - "Cel mai bun joc multiplayer"

## Tehnologie
Epic este proprietara a trei motoare de joc din industria video: Unreal Engine, Unreal Engine 2 (incluzând versiunile 2.5 și 2.X), și Unreal Engine 3. Fiecare motor Unreal Engine are un set complet de randare grafică, procesare de sunete și physics care pot fi adaptate nevoilor dezvoltatorilor de jocuri care nu vor să-și facă propriul motor.  
În afară de jocurile proprii ale Epic Games, Bulletstorm, Gears of War, Gears of War 2, Gears of War 3, Unreal Tournament 3 și Shadow Complex, UE3a fost folosit în multe alte jocuri ale altor studiouri.